# Ostia Antica

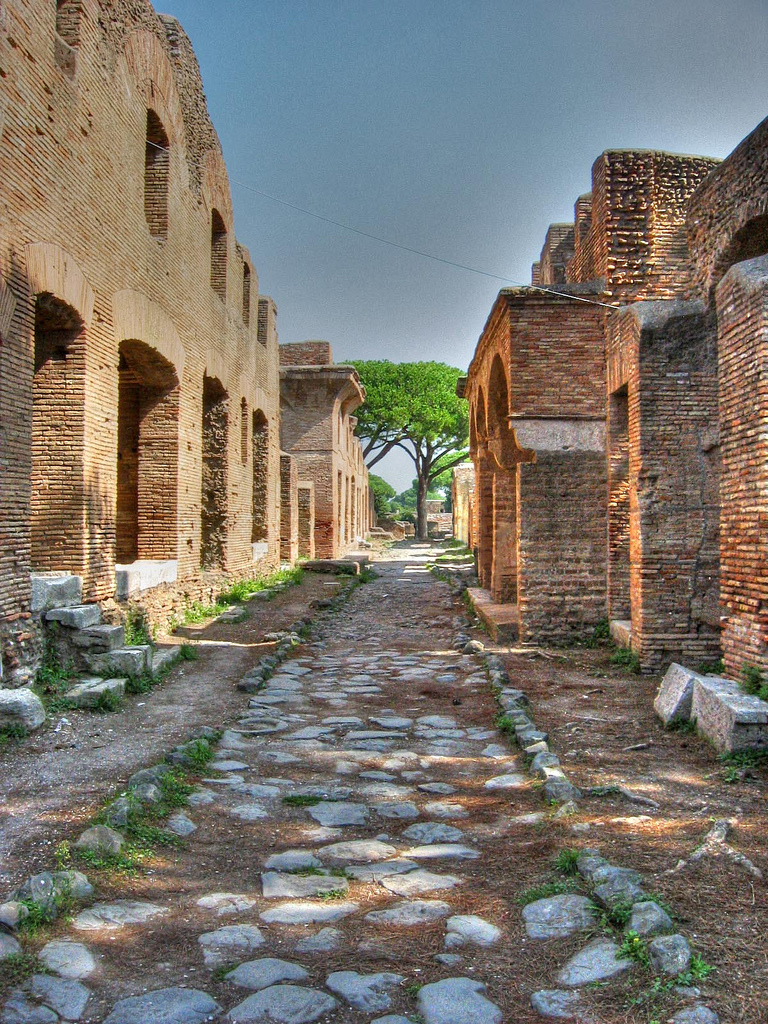
HDR-Aufnahme einer Straße in Ostia Antica

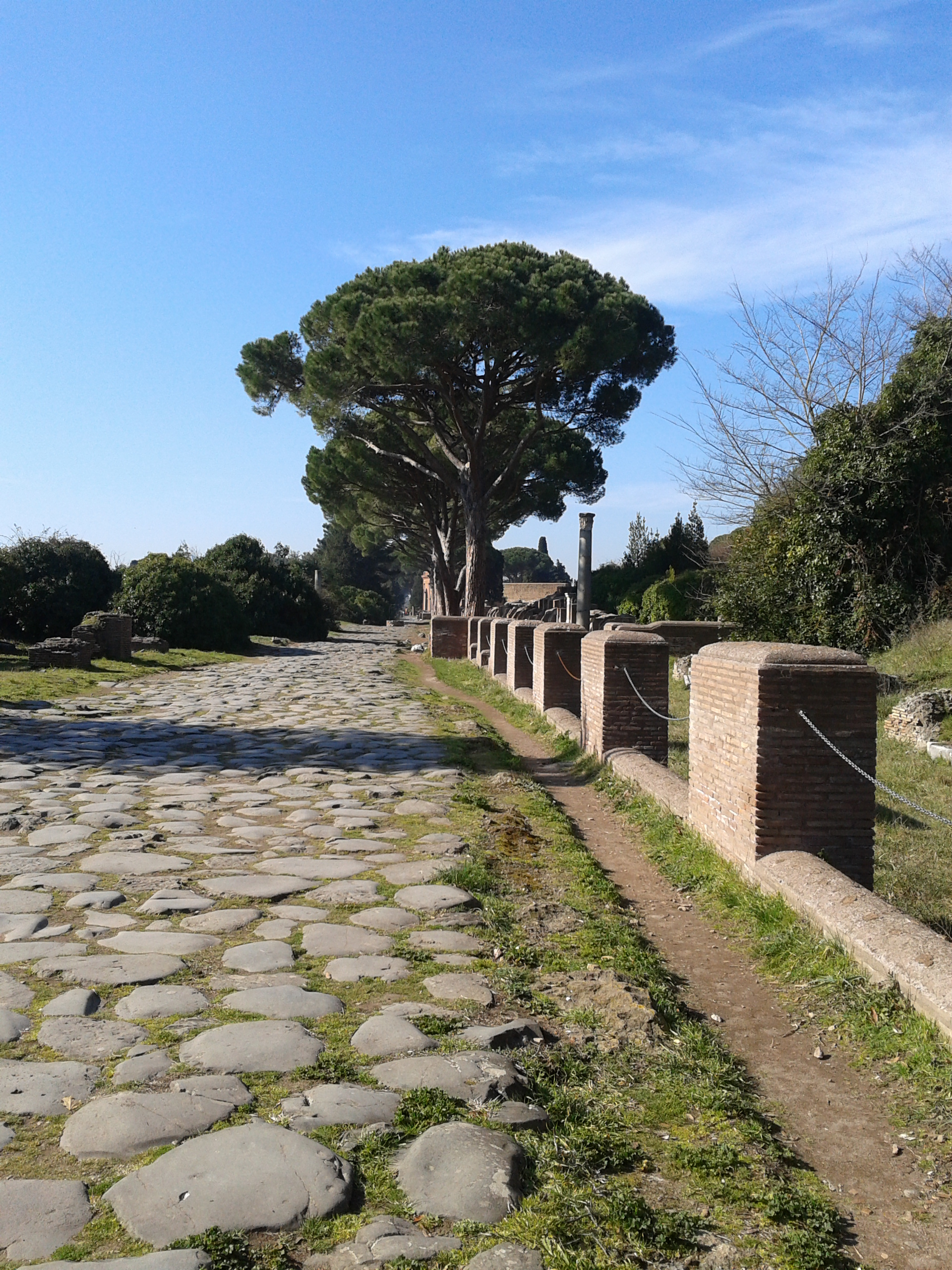
Eingang zu den Ruinen von Ostia

Ostia Antica ist das Ausgrabungsgelände der antiken Stadt Ostia, der ursprünglichen Hafenstadt des antiken Rom und möglicherweise dessen erster Kolonie.
Der Name Ostia leitet sich von lateinisch ostium „Eingang; Mündung“ ab, womit die Tibermündung gemeint ist. Der Name Ostia Antica (Altes Ostia) wird zur Unterscheidung vom in den 1920er Jahren neugegründeten Stadtteil Ostia verwendet. Der nordöstlich anschließende moderne Stadtteil wird nach den Ausgrabungen ebenfalls Ostia Antica genannt.

## Lage
Ostia Antica liegt im X. Munizipium Ostia, dem römischen Bezirk an der Tibermündung, der den Namen der antiken Stadt bewahrt. Es liegt ca. 23 km südwestlich des römischen Stadtzentrums und 5 km flussaufwärts der heutigen Tibermündung zwischen der Via del Mare (Via Ostiensis) und dem Tiber. Es ist über den Bahnhof Ostia Antica an der Bahnstrecke Roma–Lido erreichbar.

## Geschichte

### Republikanische Zeit

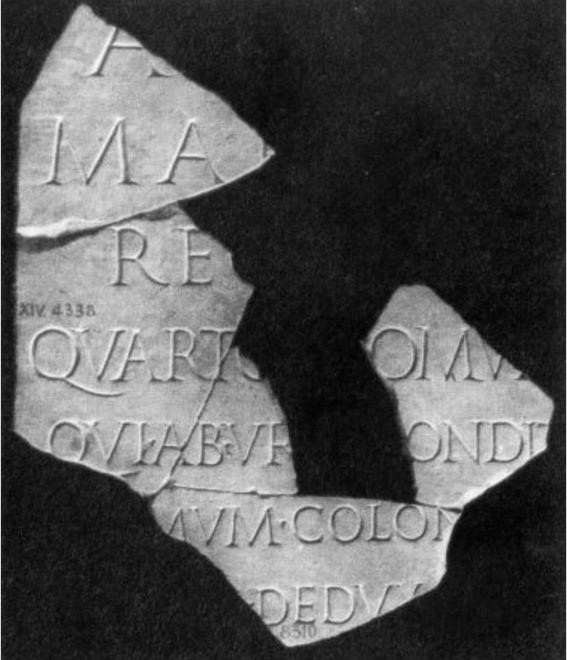
Fragmentarisch erhaltene Ehreninschrift aus Ostia für König Ancus Marcius, die ihn als den Gründer der Stadt preist

Ostia wurde nach der antiken Tradition, wie sie sich etwa in einer Inschrift des 2. Jahrhunderts n. Chr. zeigt, vom vierten König von Rom, Ancus Marcius, im 7. Jahrhundert v. Chr. als erste römische Kolonie gegründet.
Die bisherigen archäologischen Befunde reichen allerdings nicht weiter als in das 4. Jahrhundert v. Chr. zurück; die ältesten erhaltenen Gebäude wie etwa das Castrum (Militärlager) und das Kapitol datieren aus dem 3. Jahrhundert v. Chr. Da die Historizität des Ancus Marcius überdies fragwürdig ist, geht man zumeist davon aus, dass Ostia im 4. Jahrhundert nach dem Sieg der Römer über ihre Nachbarstadt Veji gegründet wurde.
Ostia war daher wohl ursprünglich ein Militärlager, von dem aus sowohl Rom geschützt und verteidigt als auch der Seehandel kontrolliert werden konnte. Mit Letzterem entwickelte sich das Militärlager bald zur Hafenstadt und zu einem starken Stützpunkt der Flotte Roms. Schon im 3. Jahrhundert v. Chr. war es einer der Haupthäfen Roms und wird in dieser Funktion mehrmals in historischen Berichten erwähnt.  Während des Zweiten Punischen Kriegs wurde 217 v. Chr. wurde die Versorgung der Armee gegen Hannibal in Spanien von Ostia aus verschifft und 211 v. Chr. fuhr von hier Gnaeus Cornelius Scipio Calvus nach Spanien, um die Karthager zu bekämpfen. Um nicht länger vom unmittelbaren Hinterland und kleinen Küstenschiffen abhängig zu sein, entstand die „Hafenstadt Ostia als einzige Rivalin von Bedeutung für Alexandria und Karthago, um für vier Jahrhunderte in Blüte zu stehen, bis sie schließlich in einem Malariasumpf versank.“
Im Jahr 87 v. Chr. wurde die Stadt im Bürgerkrieg von Gaius Marius und seinen Soldaten geplündert, konnte sich davon aber recht schnell erholen.

### Kaiserzeit

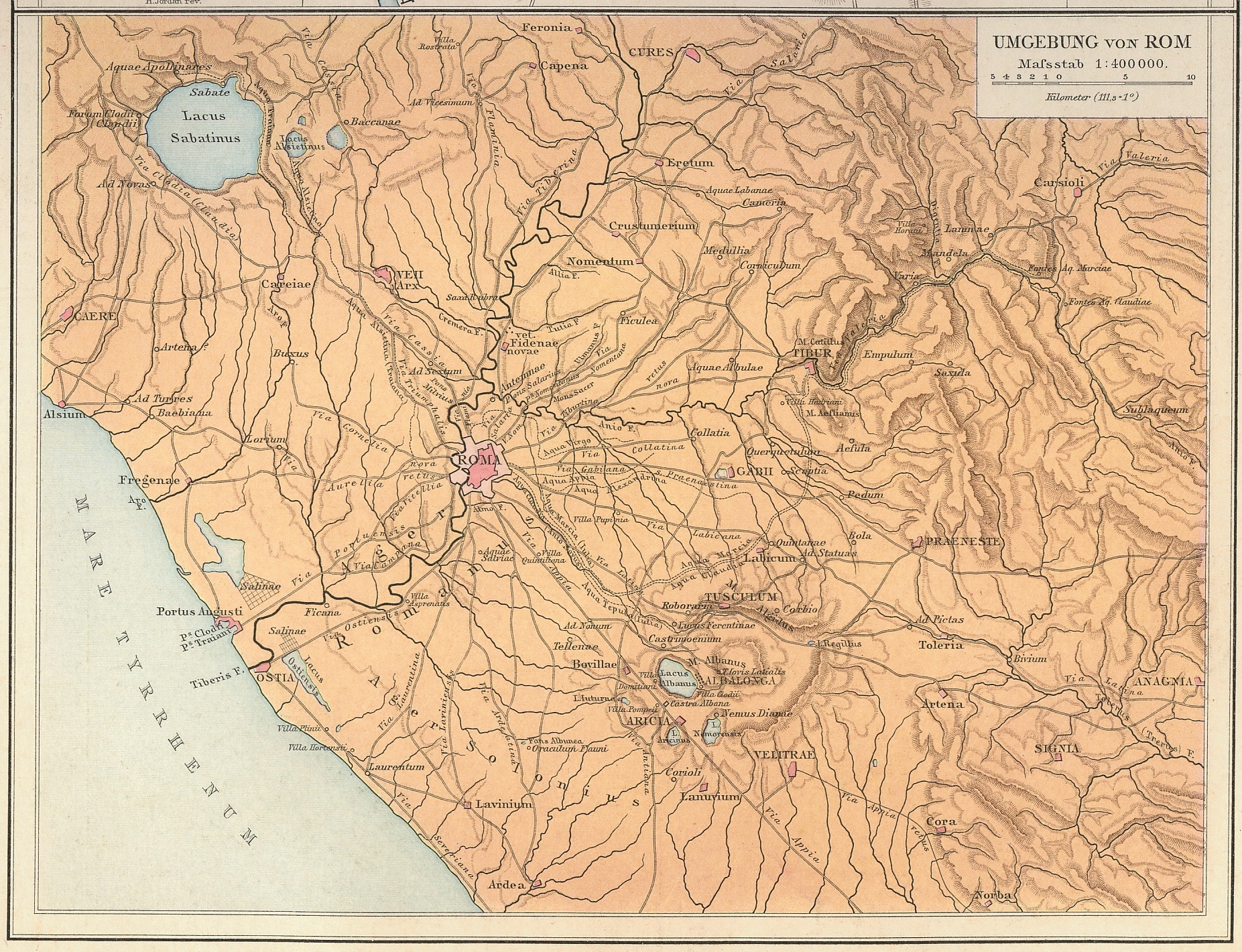
Die Umgebung Roms im Altertum

Unter Augustus setzte eine verstärkte Bautätigkeit ein. Unter ihm wurde ein erstes Theater und ein daneben liegender Geschäftsplatz erbaut. Unter Tiberius wurde das Forum eingerichtet. Allerdings verlandete bereits um die Zeitenwende das Meer vor Ostia. Unter Claudius wurde deshalb ein großer, künstlicher Seehafen gegraben, der unter Nero im Jahr 54 eingeweiht wurde. Der Hafen wurde unter Trajan nochmals um ein zusätzliches Becken erweitert. Dieser Hafen, portus Ostiensis Augusti, später Portus Romae genannt, lag rund vier Kilometer nördlich der eigentlichen Stadt. Bei diesem Hafen befanden sich zunächst wohl nur Lagergebäude und Verwaltungseinheiten, während Ostia das eigentliche städtische Zentrum blieb. Zunächst war Portus Romae also nur ein Stadtteil von Ostia, wurde aber im Jahr 314 in den Rang einer eigenständigen colonia erhoben.
Ostia erlebte vor allem im 2. Jahrhundert seine größte Blüte. Aus dieser Periode stammen die meisten noch heute erhaltenen öffentlichen, aber auch privaten Gebäude. Die Hafenstadt hatte in dieser Zeit circa 50.000 Einwohner. Gerber, Seilmacher, Schiffbauer und Händler ließen sich hier nieder. Wichtigstes Handelsgut war Getreide, das aus Afrika nach Rom eingeführt wurde.

### Spätantike
Mit Beginn des 3. Jahrhunderts setzte eine gewisse Stagnation der städtischen Entwicklung ein, da Ostia als Verkehrs- und Handelszentrum Roms durch Portus abgelöst wurde. Dies fand seinen offiziellen Ausdruck schließlich darin, dass Kaiser Konstantin der Große im Jahr 314 Portus zur colonia erhob (ihm also sozusagen die Stadtrechte verlieh) und Ostia wenig später gemeinsam mit Portus, das sich nun zur eigenständigen Stadt entwickelte, der Stadt Rom als Portus Romae eingemeindete. Damit kam es zu einem fortschreitenden Niedergang Ostias, durch den viele Speicherbauten und andere öffentliche Bauwerke aufgegeben und nicht mehr instand gehalten wurden.
Kirchlich blieb die Stadt dagegen von Bedeutung: Seit der Hohen Kaiserzeit war Ostia Bischofssitz (zum Beispiel Gerald von Ostia). Die Mutter des heiligen Augustinus von Hippo, Monika, starb dort 387 auf der Heimreise nach Nordafrika. Augustinus gibt in diesem Zusammenhang eine Beschreibung des Lebens im spätantiken Ostia in seinen Confessiones.
Im Verlauf des 5. Jahrhunderts begann die Stadt Rom, um 300 noch eine Millionenmetropole, aus unterschiedlichen Gründen zu schrumpfen; der Handel ging zurück und die Häfen verloren langsam an Bedeutung. Die Bevölkerung Ostias schrumpfte und die Besiedlung des vormaligen Stadtgebietes reduzierte sich zunehmend auf zwei Bereiche, nämlich auf die zentrale Region rund um das Forum und auf das Hafenviertel außerhalb der Stadtmauer an der Küste. In letzterem ist auch die letzte sicher nachweisbare Baumaßnahme des antiken Ostia zu finden, nämlich eine Renovierung der Thermenanlage bei der Porta Marina, für die gestempelte Ziegel mit dem Namen des ostgotischen Königs Theoderich der Große. Die Bestattungsareale der Bewohner, die sich bis dahin auf die Friedhöfe außerhalb der Stadtmauern beschränkt hatten, wurden ab dem 5. Jahrhundert auch mitten im (ehemals) besiedelten und genutzten Bereich angelegt, beispielsweise in den Überresten früherer Tempel oder der Feuerwehrkaserne.
Während der Kämpfe um Rom zwischen dem Ostgotenreich und den oströmischen Truppen unter Belisar diente Ostia um 540 noch einmal als Versorgungshafen für die Ewige Stadt. Doch da Rom während der Kämpfe von vorher schätzungsweise 100.000 auf zuletzt vielleicht nur noch 15.000 Einwohner schrumpfte, bedurfte es danach keines großen Hafens mehr: Nach dem Ende der Völkerwanderungszeit war Ostia, in dessen Umland zudem infolge der Verlandung der Tibermündung Sümpfe entstanden waren, was zu häufigen Malariaepidemien führte, kaum noch bewohnt.

### Mittelalter und Neuzeit
Im 9. Jahrhundert wurden die letzten verbliebenen Einwohner umgesiedelt: Einige hundert Meter östlich entstand im frühen 9. Jahrhundert am Tiber und der Via Ostiense unter Papst Gregor IV. als neuer befestigter Vorort Roms Gregoriopolis zur Bewachung von Flussmündung und Straße. Im 15. Jahrhundert wurde diese Siedlung noch durch eine Burg verstärkt, die als Zollstätte für den neubelebten Handel diente. Da jedoch der Tiber bei einer großen Überschwemmung 1557 seinen Flusslauf verlagerte, wurde auch Gregoriopolis bedeutungslos. In der Folge verlegte man die Zollstelle an das westliche Ende des antiken Ostia. Die Torre Bonacina genannte Anlage wurde möglicherweise auf den Resten des antiken Leuchtturms von Ostia errichtet.
Seit dem 12. Jahrhundert wird das Bischofsamt von Ostia stets dem aktuellen Dekan des Kardinalskollegiums übertragen und dient diesem damit als Titelkirche. Dadurch ist der Kardinalbischof von Ostia Inhaber des höchsten Amtes der römisch-katholischen Kirche nach dem Papst (für die Amtsträger siehe Liste der Bischöfe von Ostia). Titelkirche ist jedoch nicht die spätantike Bischofskirche von Ostia, die im 12. Jahrhundert bereits zerstört war, sondern die Kirche Sant’Aurea, die wohl im 5. Jahrhundert im Bereich der Ostnekropole errichtet und im 15. Jahrhundert im Renaissancestil neugebaut wurde.
Das antike Stadtgebiet selbst wurde mit der Entstehung von Gregoriopolis vollständig dem Verfall preisgegeben. In mittelalterlichen Quellen erscheint es nur als menschenleere Ruinenlandschaft, so bei einem Bericht von der Durchreise des englischen Königs Richard Löwenherz auf dem Weg zum Dritten Kreuzzug oder in mittelalterlichen Urkunden. Gleichzeitig wurden die Baureste aber auch kontinuierlich zur Rohstoffbeschaffung genutzt und entweder als Steinblöcke abtransportiert oder zu Kalk gebrannt.
1613 ließen die Päpste den über Porto führenden trajanischen Tiberkanal (Fossa Traiana, heute Kanal von Fiumicino genannt) wieder schiffbar machen, worauf Ostia endgültig jede Bedeutung verlor. Anfang des 19. Jahrhunderts wohnten im Gebiet von Ostia antica nur noch einige hundert Sträflinge, die in der Landwirtschaft eingesetzt wurden. Das moderne Ostia befindet sich aufgrund von Verlandung etwa 3 km weiter südwestlich am Meer.

## Politisches und kommerzielles Leben
Die städtische Verwaltung von Ostia war ähnlich wie in anderen Städten des römischen Reiches organisiert. An der Spitze standen jeweils zwei für ein Jahr gewählte Duoviri. In der republikanischen Zeit und in der frühen Kaiserzeit dominierten einige wenige, anscheinend alteingesessene Familien das politische Leben der Stadt. Ein gewisser Gaius Cartilius Poplicola hielt im 1. Jahrhundert v. Chr. achtmal das Amt des Duovir. In der frühen Kaiserzeit dominierte die große Familie des Publius Lucilius Gamala. Mehrere Familienmitglieder, die teilweise identische Namen trugen, besetzten das Amt über drei Generationen (unter Augustus, im Jahr 19, vielleicht im Jahr 33 n. Chr. und unter Hadrian). Im 2. Jahrhundert scheinen immer mehr Freigelassene wie Marcus Licinius Privatus an Einfluss gewonnen zu haben. Im 4. Jahrhundert hatte Ostia seinen Status als Stadt verloren, war aber der Wohnort einiger bedeutender Senatoren.
Als Hafen von Rom hatte die Stadt auch Institutionen, die ihr eigen waren. Eine dieser Organisationen war die Annona, deren Aufgabe es war, Rom mit Nahrung zu versorgen. Dieses waren private Unternehmen, die vom Staat kontrolliert und von diesem später übernommen wurden. An der Spitze der Annona stand der Quästor, der dem Präfekten der Annona von Rom unterstand. Der Quästor überwachte die Verschiffung und Verteilung von Waren. Er kontrollierte deren Qualität und arrangierte Zahlungen an private und staatliche Unternehmen.
In der Stadt gab es auch verschiedene Vereinigungen (Corpora, Collegia) von Handwerkern, die die Schiffe reparierten, die Speicher unterhielten und andere Aufgaben hatten. Es handelte sich dabei aber nicht um Vereinigungen der eigentlichen Handwerker, sondern um Zusammenschlüsse der Vorgesetzten, die ihre Interessen in diesen Organisationen vertraten. Sie hatten bedeutende Versammlungshäuser und hinterließen zahlreiche Inschriften und Monumente.

## Die Stadtanlage
Aus antiken Quellen ist bekannt, dass die Stadt in mindestens fünf Regionen unterteilt war. Der genaue Umfang dieser Regionen ist nicht sicher. Die erste Region umfasste wahrscheinlich das Zentrum der Stadt mit den ältesten Stadtteilen westlich davon. Die zweite Region östlich davon ist zum großen Teil ausgegraben. Die anderen Regionen im Süden und ganz im Westen sind nur zum Teil ausgegraben. Die Einteilung in Regionen wird noch heute benutzt, um Gebäude zu lokalisieren, obwohl die moderne Nummerierung nicht unbedingt der antiken entsprechen muss. Des Weiteren werden die Gebäude in neuerer Zeit nach den Insulae innerhalb der Regionen und dann nach Türnummern durchgezählt.

## Die öffentlichen Bauten der Stadt

### Tempel und Heiligtümer

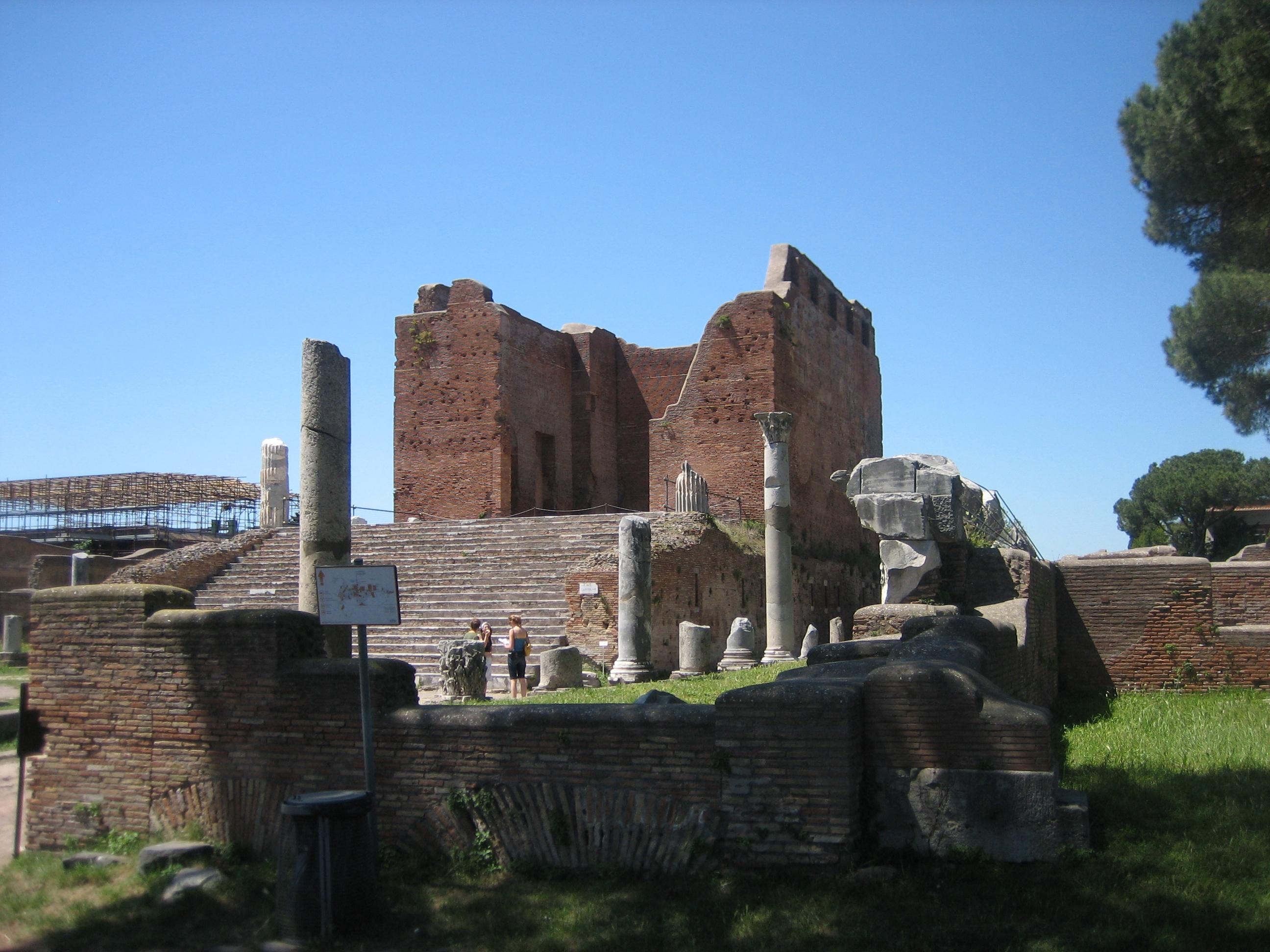
Das Kapitol

Die Stadt besaß mehrere bedeutende Tempel. Es kann dabei zwischen eher staatlichen Gotteshäusern wie dem Kapitol und eher privaten Anlagen wie den zahlreichen Mithräen oder einer Synagoge unterschieden werden.
Der bedeutendste Tempel der Stadt war sicherlich das Kapitol von Ostia, das den römischen Hauptgöttern Jupiter, Juno und Minerva geweiht war. Es befindet sich im Stadtzentrum, nördlich vom Forum. Der jetzige Bau wurde unter Hadrian errichtet und misst 35 × 15,5 m. Seine Ruinen waren wohl immer sichtbar und hatten deshalb stark unter Steinraub zu leiden. Schon für das 15. Jahrhundert gibt es Berichte, dass Marmor von dort fortgetragen wurde. Der Tempel stand auf einem hohen Podium. 21 Stufen führten zu dem eigentlichen Tempel hinauf. Vor ihm stand ein marmorner Altar mit einem Waffenfries.

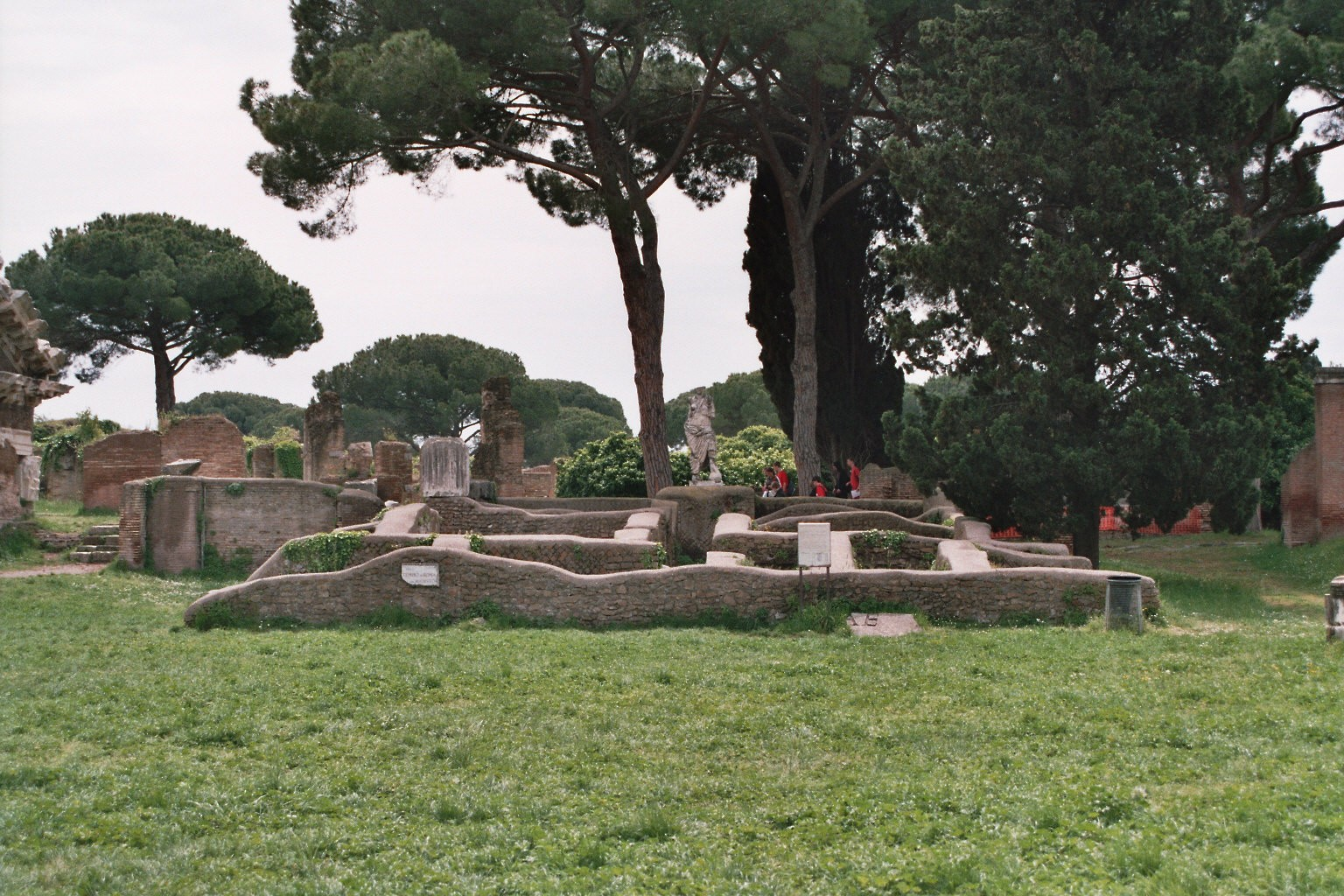
Der Tempel der Göttin Roma in Ostia Antica

Der Tempio Rotondo („Rundtempel“) wurde schon 1802 bis 1804 ergraben und ist heute leider schlecht erhalten. Er besteht aus einem großen Vorhof und dem eigentlichen Tempelbau, der rund angelegt ist. Der Tempel wurde wohl unter Severus Alexander (222–235 n. Chr.) oder Gordian III. (238–244 n. Chr.) errichtet. Sein prominenter Ort in der Mitte der Stadt und seine Größe lassen keinen Zweifel daran, dass es ein wichtiger Kultbau in der Stadt war. Im runden Tempel befinden sich sieben Nischen, sicherlich für Statuen. Im Tempel wurden Plastiken von Severus Alexander und Gordian III. gefunden, so dass vermutet wurde, dass der Bau dem Kaiserkult diente.
Das gut erhaltene Mitreo delle Terme del Mitra („Mithräum der Mithrasthermen“) war eines der Heiligtümer für den aus dem Osten stammenden Mysterienkult des Mithras. Unter Hadrian wurde auch ein Serapistempel in der Stadt geweiht.

### Thermen

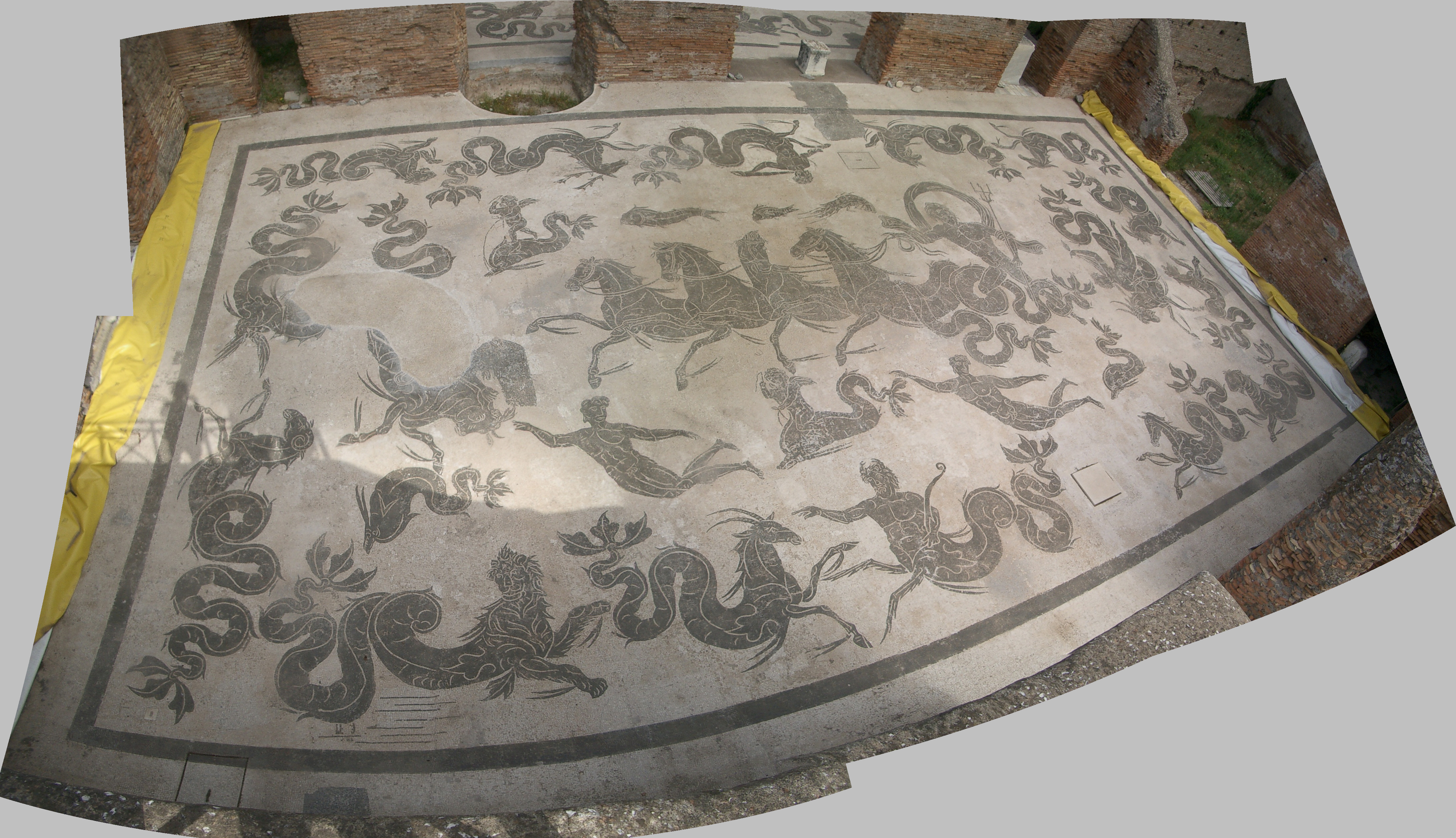
Mosaik in den Thermen des Neptun

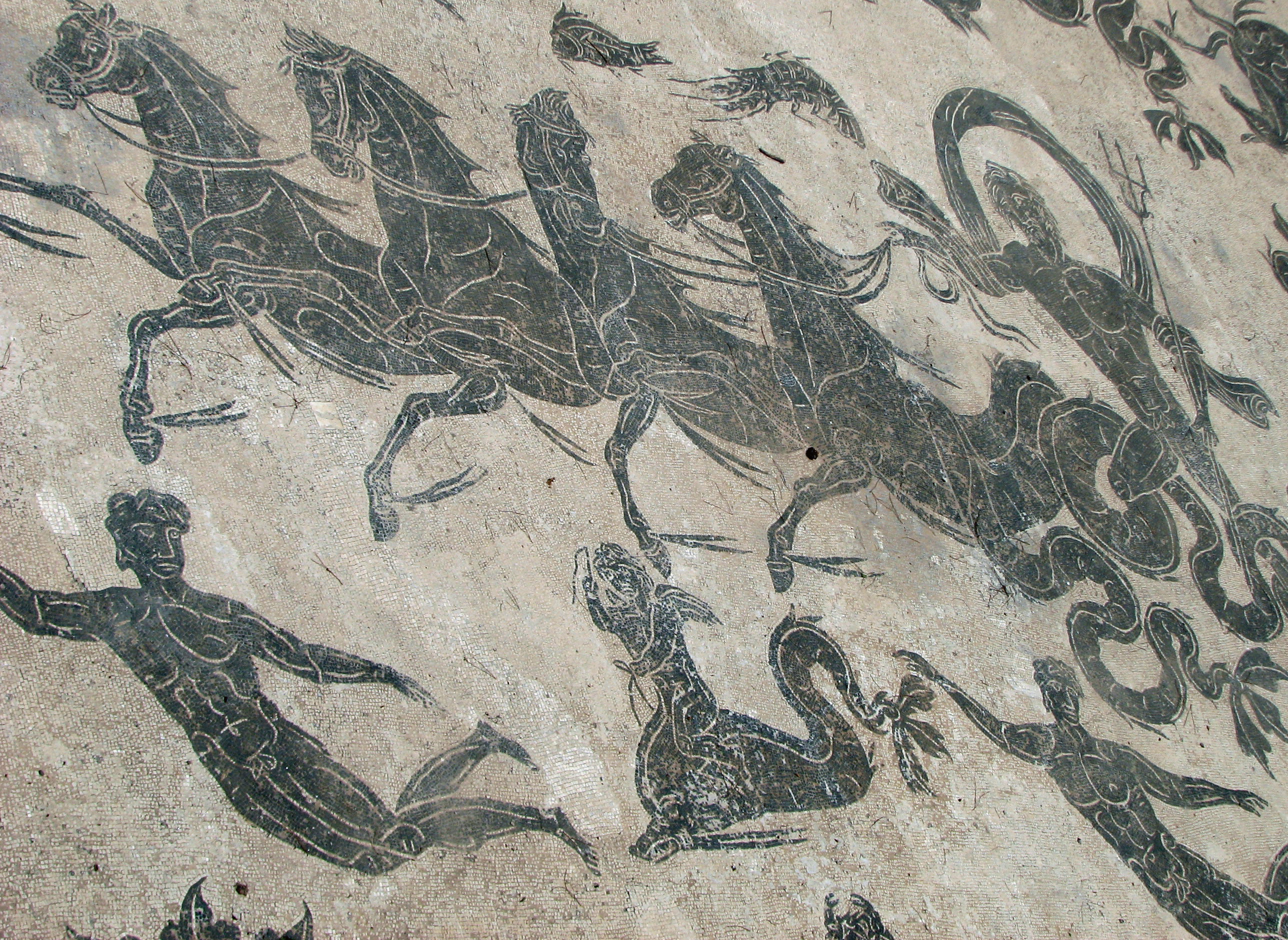
Detail des Mosaiks in den Thermen des Neptun

Als große Stadt im Römischen Reich hatte Ostia eine Reihe von bedeutenden Thermenanlagen, die teilweise reich mit Marmor, Mosaiken und Skulpturen ausgestattet waren. Einige von ihnen scheinen sogar durch kaiserliche Unterstützung erbaut worden zu sein. Vielerorts kann beobachtet werden, dass Thermen getrennte Bereiche für Männer und Frauen hatten; dies ist bisher für keine dieser Anlagen in Ostia belegt.
Die größten Thermen, in der Mitte der Stadt gelegen, waren die Terme del Foro (Forumsthermen). Sie wurden um 160 n. Chr. vom Prätorianerpräfekten Gavius Maximus erbaut und bis zum Ende des 4. Jahrhunderts mehrmals renoviert. Der Bau war einst reich ausgestattet, die Wände bis zu einer Höhe von drei Metern mit Marmor verkleidet. Die Fußböden hatten schwarz-weiße Mosaiken.
Die Mithrasthermen wurden in hadrianischer Zeit (117–138 n. Chr.) errichtet und im frühen 4. Jahrhundert verändert. Die Wände des Baues waren mit Porträtbüsten dekoriert, die vielleicht die Personen darstellten, die den Bau finanzierten. Besonders gut erhalten sind die unterirdischen Wasserversorgungsinstallationen. Hier stand einst ein großes Rad, das mit einem zweiten verbunden war, an dem Eimer hingen, die Wasser aus einer Zisterne in das Bad beförderten. Das Rad wurde von einem Sklaven betrieben, wobei in einer Stunde ca. 1000 Liter Wasser transportiert werden konnten.
Die Thermen des Neptun im östlichen Teil der Stadt sind unter Hadrian erbaut worden, der diesen Bau auch mit zwei Millionen Sesterzen finanziell unterstützte. Sie ersetzten ältere Thermen an derselben Stelle. Der Bau besteht aus dem eigentlichen Bad und einer großen Palästra. Die Thermen des Neptun sind vor allem durch ihre reiche Ausstattung an schwarz-weißen Mosaiken bekannt.
Die Thermen des Leuchtturms liegen im Süden der Stadt. In einem der Räume mit einem Bassin befinden sich noch heute gut erhaltene Wandmalereien.
Die Thermae Maritimae („Seebad“) liegen etwas außerhalb der Stadtmauern, nahe der Porta Marina. Der Name ist der antike, der in diesem Fall überliefert ist. Der Bau wurde unter Trajan begonnen und unter Hadrian fertiggestellt. Es gibt Belege, dass diese Thermen noch im 6. Jahrhundert n. Chr. im Betrieb waren. Das Bad hat ebenfalls eine Palästra und war reich mit schwarz-weißen Mosaiken dekoriert. Bemerkenswert ist vor allem ein Mosaik mit der Darstellung von Athleten.
Neben diesen großen Thermen gab es noch zahlreiche kleinere wie zum Beispiel die Thermen der Sieben Weisen. Einige von diesen mögen nur privat genutzt worden sein, doch ist dies im Einzelfall oft schwer zu entscheiden.

### Das Theater

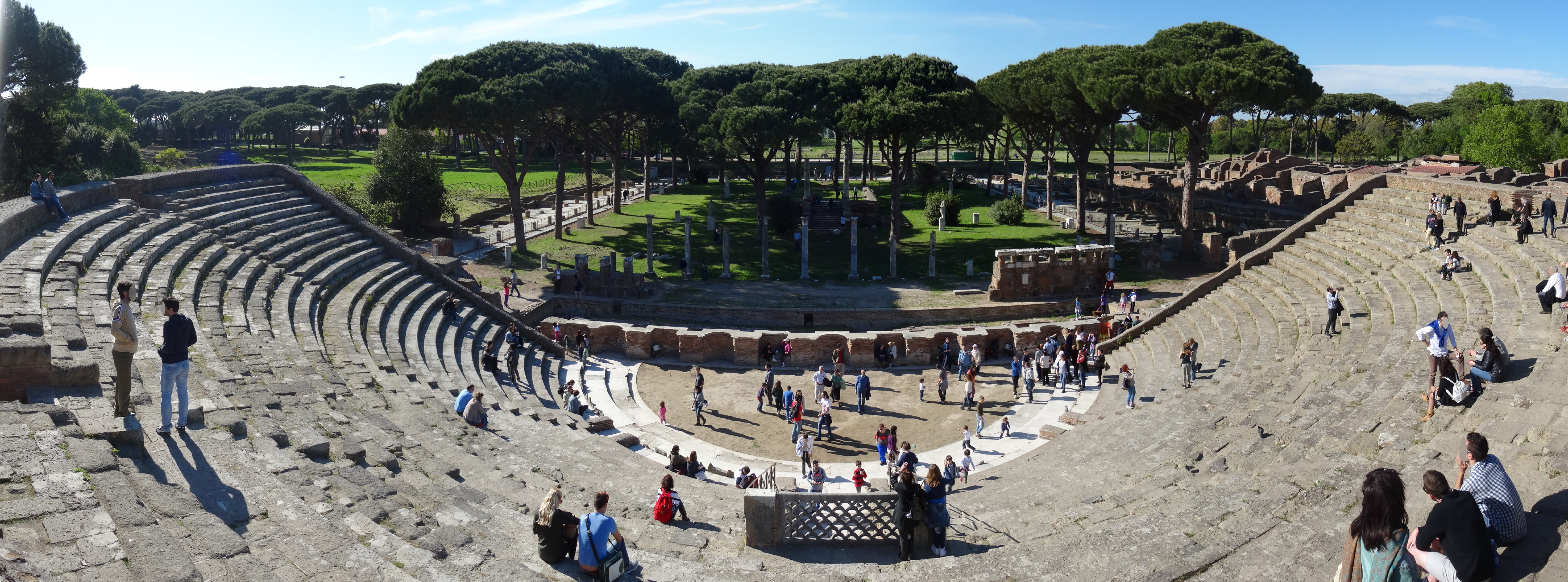
Das Theater in Ostia

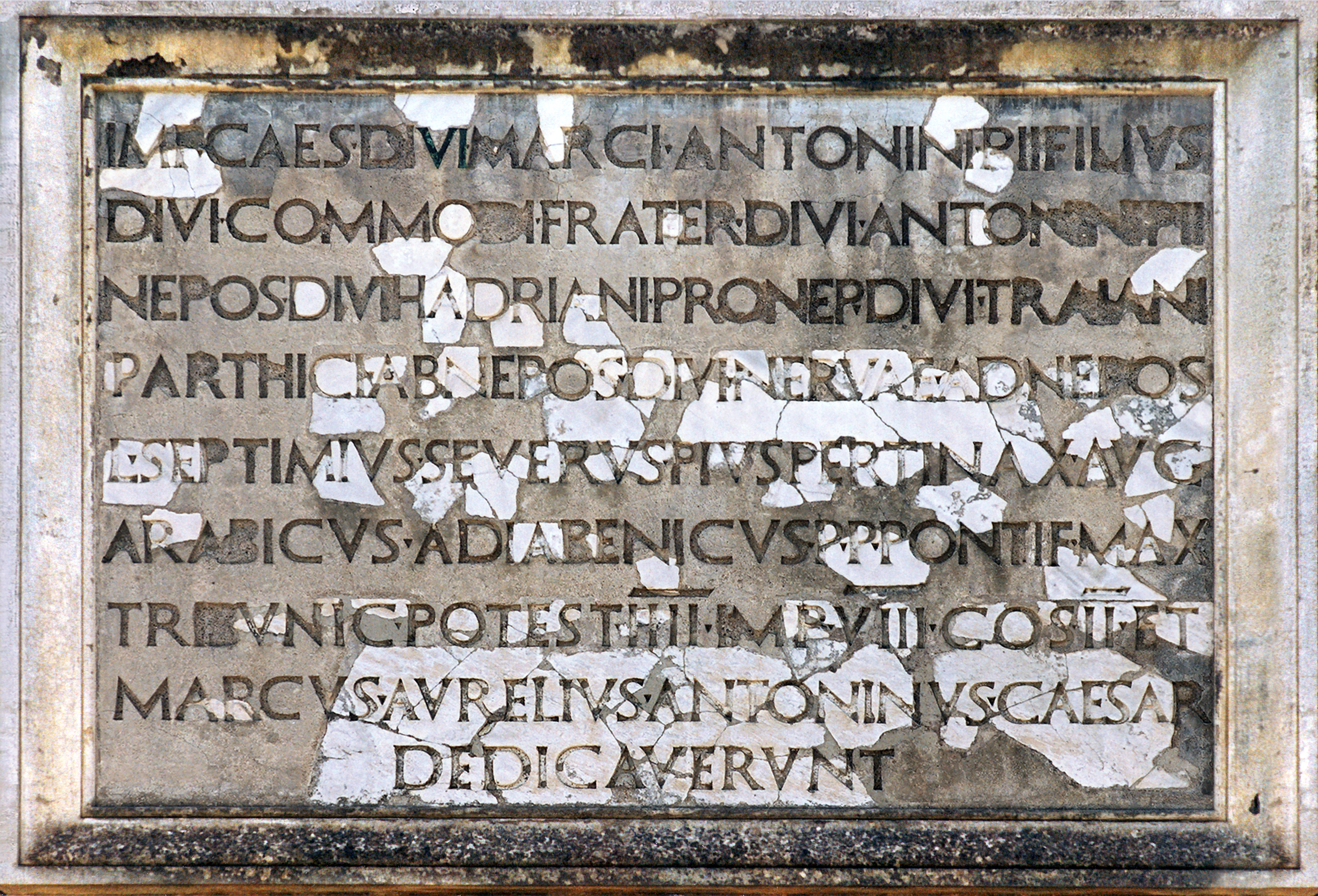
Bauinschrift am Theater von Ostia Antica, 196 n. Chr.

Das Theater steht am Decumanus Maximus in der Mitte der Stadt. Durch eine Inschrift ist bekannt, dass ein erster Bau unter Augustus von Agrippa errichtet wurde. Zu dieser Zeit fasste das Theater maximal 3000 Zuschauer, jedoch wurde es später mehrfach vergrößert. Die Reste des jetzigen Baues stammen aus dem späten 2. Jahrhundert. Eine weitgehend rekonstruierte Bauinschrift berichtet, dass der Bau im Jahr 196 unter der Regierung von Septimius Severus und Caracalla renoviert wurde. Das Theater ist aus Ziegeln erbaut. Die halbrunde Fassade orientierte sich auf den Decumanus Maximus. Davor standen zwei Nymphäen, während sich hinter der Fassade im Halbrund unter den Zuschauerreihen 16 Läden befanden. Der Zuschauerraum und der Bühnenbereich waren einst reich mit Marmor verkleidet. Die Orchestra hatte einen marmornen Fußboden und die Bühne fünf Nischen, die auch mit Säulen aus Marmor geschmückt waren. Davon ist heute so gut wie nichts mehr erhalten. Das Theater wurde noch im späten 4. Jahrhundert erneuert. Der Bau in seiner heutigen Form wurde nach der Ausgrabung restauriert und wird weiterhin für Aufführungen genutzt.

### Andere öffentliche Gebäude

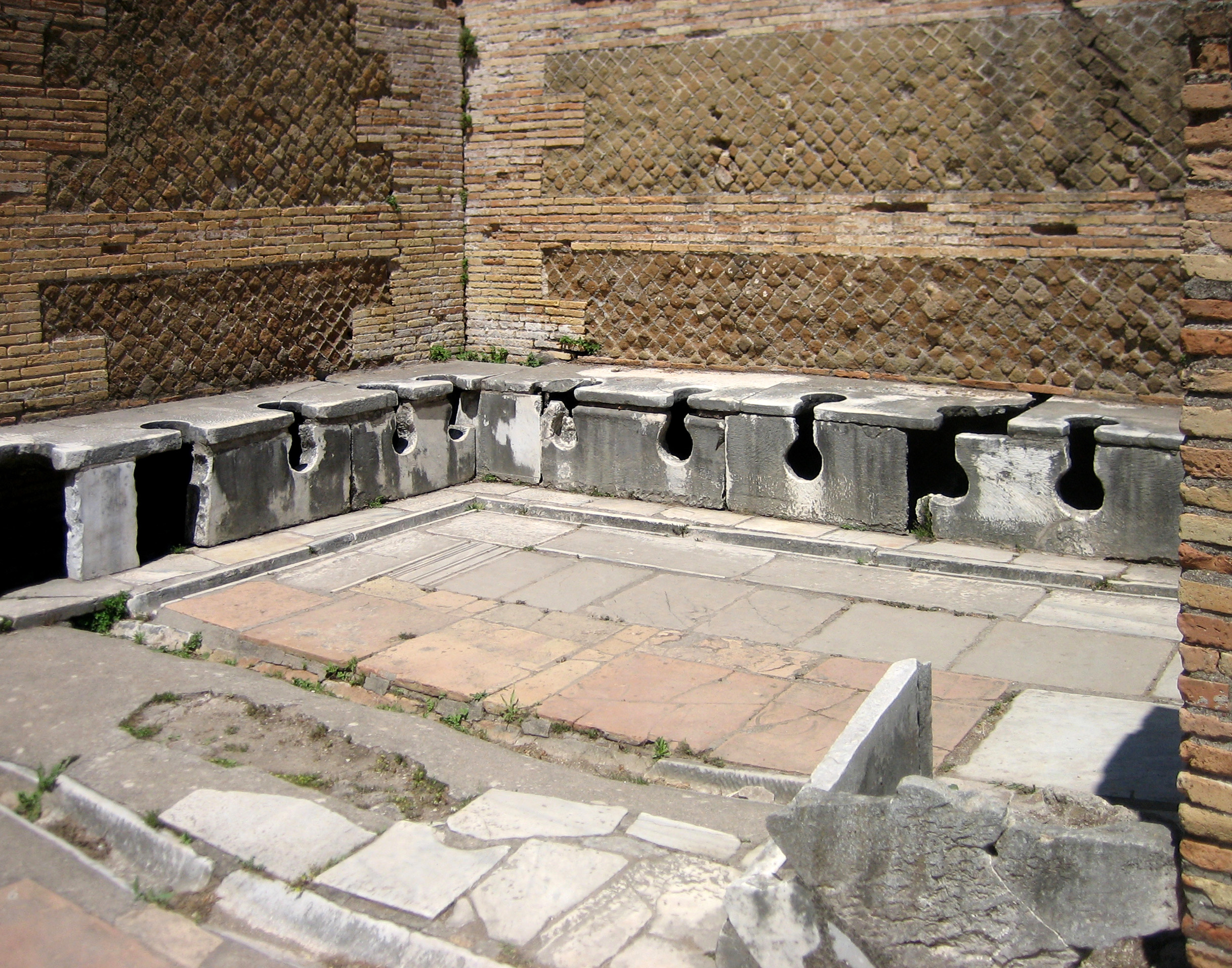
Öffentliche Latrine

Das Forum befand sich im Zentrum der Stadt. Es wurde vor allem unter Hadrian an der Stelle eines älteren Forums neu erbaut. Unter Hadrian und später wurde der Platz von vier bedeutenden Gebäuden dominiert. Im Norden stand das Kapitol, im Süden der Tempel der Roma und des Augustus, im Südwesten die Basilika und im Nordwesten die Curia. Der Decumanus Maximus teilte das Forum in zwei Hälften. Der ganze Platz war einst reich mit Statuen geschmückt. Alle angrenzenden Gebäude hatten Säulengänge zum Forum hin.
Westlich des Forums befand sich die Curia, in der sich der Stadtrat (ordo decurionum) traf. Sie bestand aus dem eigentlichen Versammlungssaal (11,50 × 12,00 m) sowie aus einem Vestibül mit Säulen aus Granit und einer Treppe mit sieben Stufen. Auf beiden Seiten des Versammlungssaales gab es jeweils einen offenen Korridor, durch den Licht in das Gebäude fiel. Der Bau, dessen Funktion lange in der Forschung umstritten war, ist unter Domitian oder Trajan errichtet worden. Tafeln mit Namen von Einwohnern Ostias sind erhalten.
Durch Inschriften sind mehrere Feuer bezeugt, die die Stadt erfassten. Aus diesem Grund gab es eine gut organisierte Feuerwehr. Die Kaserne der kaiserlichen Stadt- und Feuerwache (Caserma dei Vigili) wurde unter Domitian errichtet, unter Hadrian aber völlig neu erbaut. Die Kaserne besteht aus einem großen Hof, der von einer Portikus umgeben ist, hinter der sich wiederum die Räume befinden, in denen ca. 400 Feuerwehrleute lebten, die rund um die Uhr in Bereitschaft standen. Zu der Anlage gehörten Latrinen und auch Bäder. An der Westseite des Hofes gegenüber dem Haupteingang stand ein Tempel für den Kaiserkult. Er datiert in das Jahr 207 n. Chr. und war mit Mosaiken ausgestattet. Die Kaserne wurde um 250 n. Chr. aufgegeben.

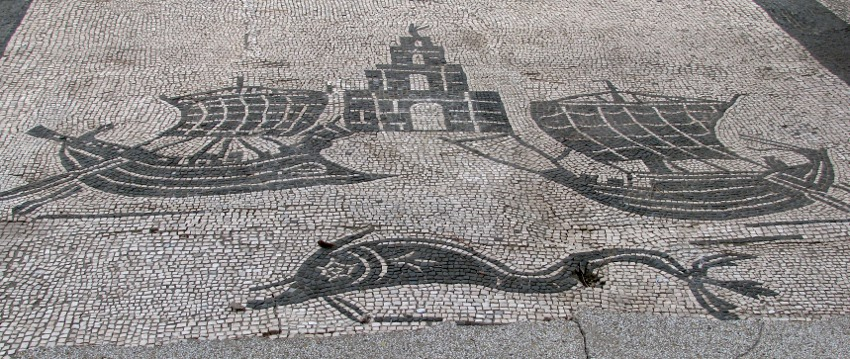
Mosaik in einem der Büros

Der Platz der Korporationen (Piazzale delle Corporazioni (II,VII,4) befindet sich direkt hinter dem Theater und wurde mit diesem unter Augustus erbaut. Er ist ca. 110 × 80 m groß. Der Platz wird von einer Portikus gerahmt, hinter der sich wiederum 70 kleine Räume befinden. In diesen und davor fanden sich viele Mosaiken mit Hinweisen auf Handel. Die Inschriften nennen Korporationen, Reeder und Händler. In der Mitte des Platzes wurde unter Domitian ein Tempel errichtet. Die Funktion dieser Anlage ist unsicher. Vielleicht handelt es sich um Büros von Organisationen anderer Hafenstädte, in denen der Handel diskutiert und besprochen wurde. Tatsächlich werden in den Inschriften auf den Mosaiken Orte wie Alexandria oder Sabrata genannt.
Der Caseggiato dei Triclini (I,XII,1) war der Sitz der Gilde der Bauleute (fabri tignuarii). Es handelt sich um einen großen, um einen Hof herum gebauten Komplex. Das Gebäude wurde unter Hadrian errichtet und lag nahe am Forum, was die Bedeutung und Macht dieser Gilde unterstreicht. Treppen belegen mindestens ein weiteres Stockwerk. An der Westseite befinden sich vier Essräume (Triclinia), die dem Haus seinen Namen gaben. An der Südseite befand sich ein großer Schrein, der vielleicht dem Kaiserkult diente. Im Hof fand sich die Steinbasis einer Kaiserstatue, deren Inschrift 350 Mitglieder der Gilde auflistet.

### Speicher
Als Haupthafen von Rom hatte Ostia eine Reihe von großen Speicheranlagen (horrea), in denen Getreide, Wein, Öl und andere Waren zwischengelagert wurden, bevor man sie in die Hauptstadt verschiffte. Die Speicher wurden in der Regel nach dem gleichen Grundmuster erbaut. Es gab einen großen Innenhof mit Säulen, um den herum sich einzelne Speicherräume befanden. Einige dieser Anlagen hatten wohl mehrere Stockwerke.
Die wichtigsten Speicher, die Grandi Horrea, lagen im Zentrum der Stadt und wurden schon unter Claudius errichtet und in der Folgezeit mehrmals renoviert und erweitert. Es ist errechnet worden, dass der ca. 100 m × 100 m große Bau 5660 bis 6960 Tonnen Getreide fassen konnte, womit man etwa 17.300 Menschen ein Jahr lang mit Getreide versorgen konnte. Das Gebäude ist heute schlecht erhalten, entspricht aber dem oben genannten Schema, wobei sich auch im Innenhof weitere Speicherräume befanden.

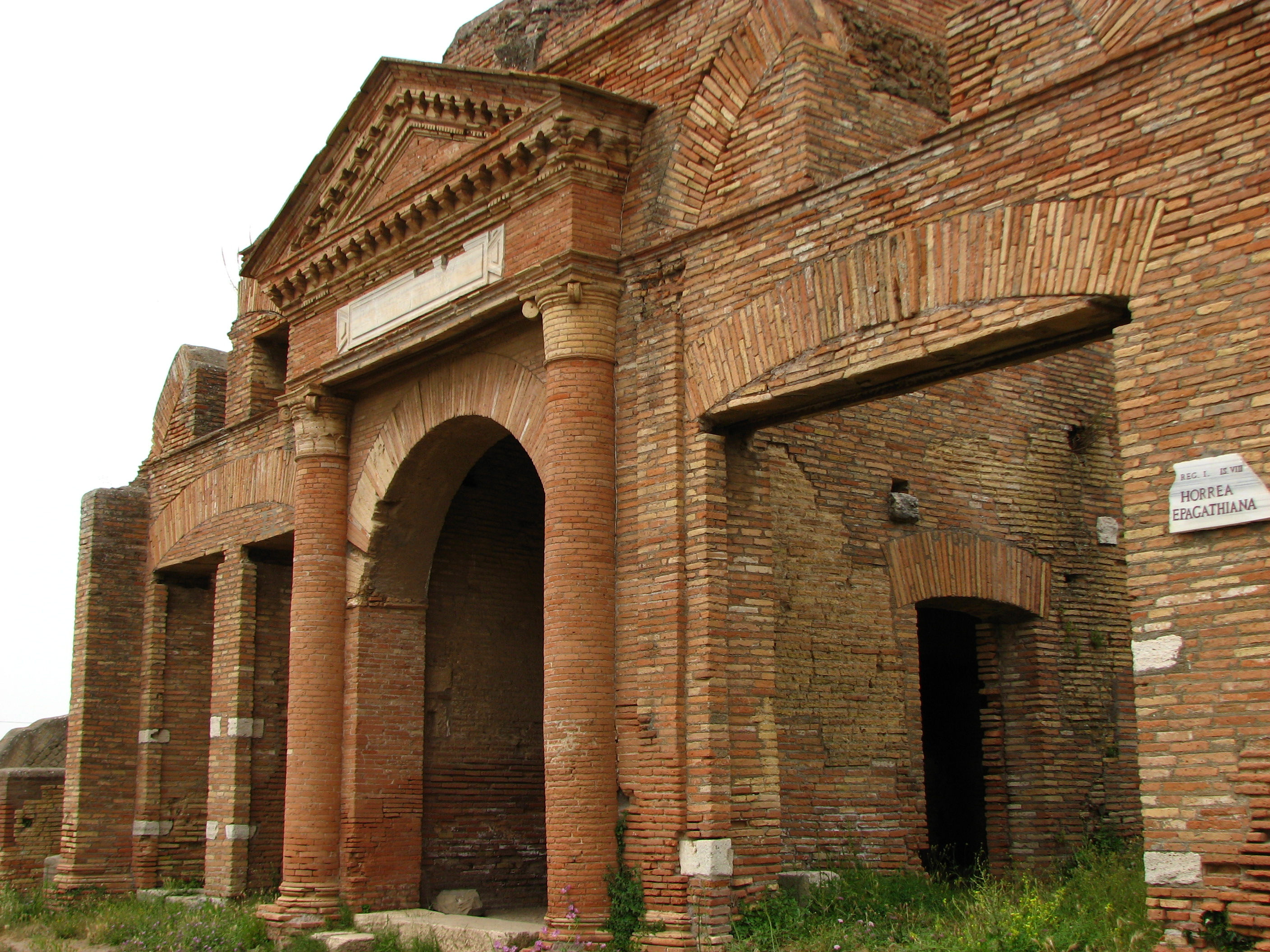
Horrea Epagathiana et Epaphroditiana

Die Horrea Epagathiana et Epaphroditiana sind eindeutig als Speicher identifiziert, da sich dieser Name auf einer Inschrift über dem Eingang des Gebäudes befindet. Der Bau gehörte den Freigelassenen Epagathus und Epaphroditus und datiert um 145 bis 150 n. Chr. Der Speicher ist vergleichsweise klein, ist aber im Hof mit Mosaiken ausgestattet und besitzt Türen mit ausgeklügelten Verschlusssystemen, so dass hier eventuell wertvolle Waren gelagert wurden. Der Bau ist noch heute gut erhalten.

## Wohnbebauung
In Ostia lässt sich besonders gut die Entwicklung der römischen Hausarchitektur von der späten Republik bis in das 4. Jahrhundert verfolgen.
In der späten Republik und frühen Kaiserzeit entsprachen die Häuser in Ostia ungefähr dem Typ, den man auch aus Pompeii als Atriumhaus kennt und der von Vitruv beschrieben wurde. Das Haus des Jupiter, des Donnerers (Domus di Giove Fulminatore) ist eines der wenigen Beispiele aus dieser Zeit. Der Eingang des Hauses wurde von zwei Läden flankiert. Von dort gelangte man in das Atrium mit einem Impluvium aus Marmor. Um das Atrium waren alle Räume des Hauses angeordnet. Das Haus hatte einst auch ein Peristyl, das aber später überbaut wurde. Das Haus wurde mehrmals umgebaut, doch behielt es seinen Grundriss bis in das 4. Jahrhundert.

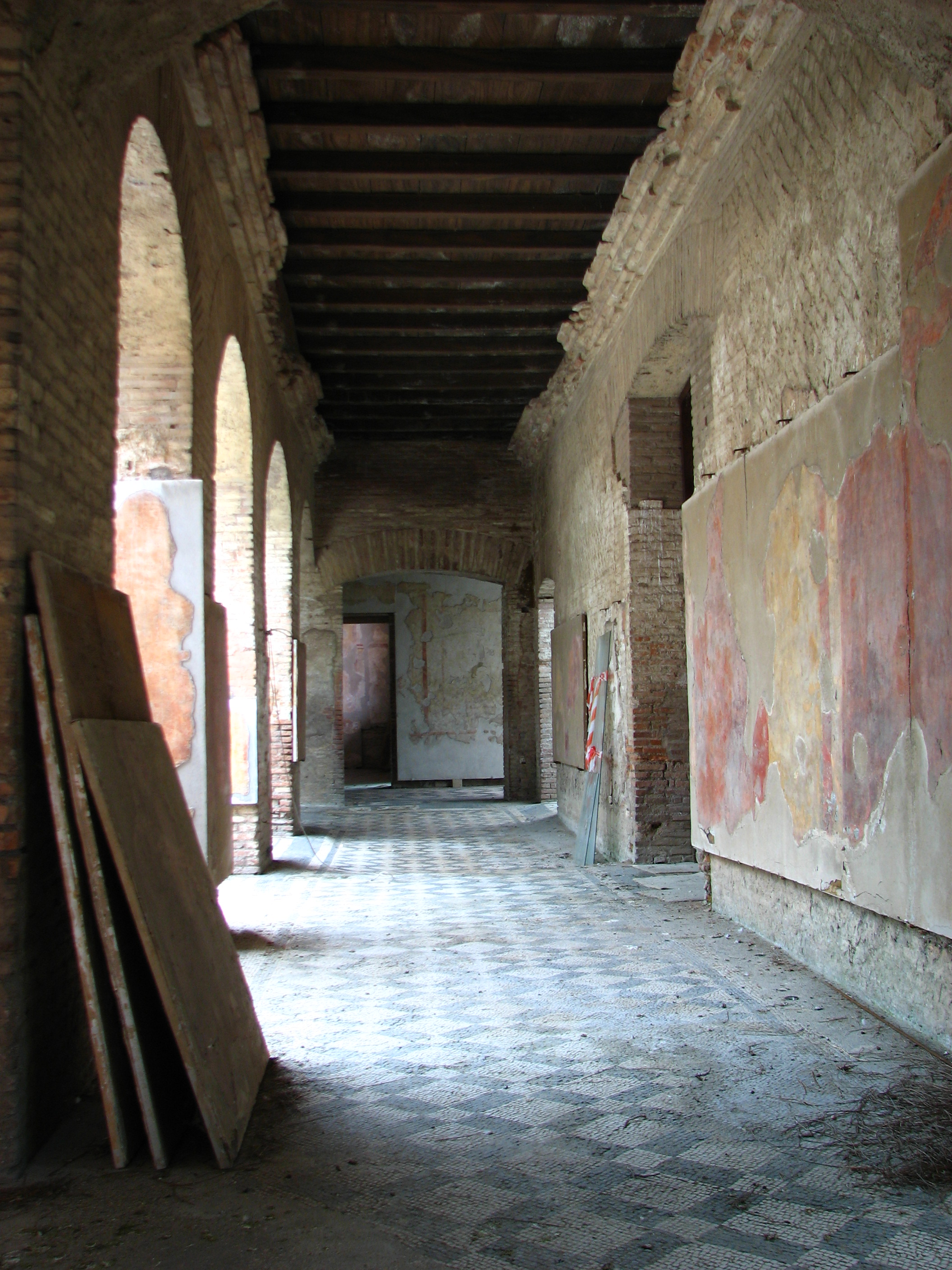
Portikus im Haus der Musen, bei dem es sich wohl um das reichste Mietshaus in Ostia handelt

Am Ende des 1. Jahrhunderts erlebte Ostia den Beginn seiner Blütezeit und viele neue Bürger zogen in die Stadt. Dadurch wurde der Grund und Boden begrenzt und teuer und es wurden neue Haustypen benötigt. Hier ist vor allem die Insula zu nennen. Es handelt sich um ein mehrstöckiges Mietshaus, in dem eine große Zahl an Bewohnern untergebracht werden konnte. Die meisten Atriumhäuser der Stadt wurden nun abgerissen und durch solche Mietshäuser ersetzt. Sie bestehen meist aus mehreren Stockwerken und waren aus Ziegeln und Zement erbaut. Während sich das Atriumhaus vollkommen nach innen um das Atrium orientierte und auch von dort das Licht bezog, waren die Mietshäuser durch große Fenster, die auf die Straße schauten, gekennzeichnet. Die Zimmer waren meist entlang eines Ganges angeordnet, wobei größere Wohneinheiten auch oftmals ein besonders großes Zimmer hatten, das sich in der Regel am Ende einer Raumflucht befand. Viele dieser Mietshäuser waren überraschend luxuriös ausgestattet und deuten auf einkommensstarke Bewohner (zum Beispiel Casa dei Dipinti, Domus di Giove e Ganimede). Ärmere Bevölkerungsschichten mögen in einem Zwischengeschoss über ihren Läden, die sich überall finden, oder in den Obergeschossen der Mietshäuser gelebt haben. Gleichzeitig gab es aber weiterhin auch Einzelhäuser (domus) für sehr wohlhabende Familien. Der Grundriss dieser Bauten entspricht weitestgehend den Atriumhäusern, wobei aber das Atrium nun von einem Peristyl ersetzt wurde.
Die Mietshäuser erlebten in Ostia im 2. Jahrhundert ihre Blütezeit. Im 3. Jahrhundert scheinen viele Bewohner die Stadt verlassen zu haben. Die Mietshäuser verfielen und wurden nicht weiter repariert oder wieder aufgebaut. Im 4. Jahrhundert wurden wieder zahlreiche neue Wohnbauten errichtet, wobei in dieser Zeit kein Platzmangel mehr herrschte und das Einzelhaus wieder dominierte. Viele von ihnen sind reich ausgestattet und demonstrieren den Wohlstand ihrer Bewohner. Diese Häuser haben meist nur ein oder zwei Geschosse und orientierten sich ganz nach innen. Typisch sind jetzt vor allem in das Haus gebaute Nymphäen (vgl. Haus von Cupido und Psyche, Domus della Fortuna Annonaria), die fast die Hälfte der Hausfläche einnehmen konnten.

## Kirchen und Synagoge
Die Stadt wird mehrmals in antiken Quellen im Zusammenhang mit dem Christentum genannt. Auch gibt es Märtyrerlegenden, die mit der Stadt in Verbindung stehen. Aus diesem Grund scheint es besonders überraschend, dass es vor dem vierten Jahrhundert kaum Zeugnisse des neuen Glaubens gibt. Aber auch aus dem vierten Jahrhundert gibt es nur wenige Zeugnisse des Christentums. Es gibt nur wenige Bauten, die als Kirchen angesprochen werden können. Im Innern des Stadtgebietes konnte 1997/98 in einem Forschungsprojekt des Deutschen Archäologischen Instituts eine große dreischiffige Basilika mit Atrium und Baptisterium nachgewiesen werden. Es handelt sich mit größter Wahrscheinlichkeit um die im liber pontificalis erwähnte Bischofskirche Ostias, die auf eine Stiftung Konstantins zurückgeht. Die durchgeführten geophysikalischen Prospektionen und Ausgrabungen zeigen, dass die Kirche vom 4. bis 9. Jahrhundert in Benutzung war.
Außerhalb des antiken Stadtgebiets entstanden ab dem 4. Jahrhundert mehrere Coemeterialkirchen, von denen die bedeutendste die 1976 gefundene Basilica di Pianabella ist (dies ist ein moderner Name), die einige hundert Meter südlich der Stadtmauer liegt. Der Bau ist 43,30 × 16,20 m groß und wurde am Ende des vierten Jahrhunderts errichtet. Es handelt sich um eine Halle ohne Seitenschiffe. Im Boden der Kirche fanden sich 25 Bestattungen. Der Bau wurde mehrmals renoviert und bis in das neunte Jahrhundert benutzt.
Weitere Belege für Kirchen sind eher bescheiden. In den Mithrasthermen zum Beispiel scheinen einige Räume als Kirche gedient zu haben und wurden vielleicht nicht zufällig direkt über dem Mithraeum eingerichtet.
Bemerkenswert ist außerdem die 1961 entdeckte Synagoge, außerhalb der Stadtmauern unweit der Terme di Porta Marina gelegen. Im 1. Jahrhundert n. Chr. errichtet, ist die Synagoge von Ostia eines der ältesten bekannten jüdischen Bethäuser außerhalb Palästinas (wohl noch vor der Zerstörung des Jerusalemer Tempels errichtet) mit gut erhaltenen Resten des Thoraschreins und einer angegliederten Backstube mit Ofen, für die Herstellung ungesäuerten Brotes während der Pessachzeit. Originale Reste der Verzierung des Thoraschreins mit Darstellung des siebenarmigen Leuchters finden sich in der Freiluftausstellung vor dem Museum von Ostia.

## Ausgrabungen
Die frühesten Belege für Ausgrabungsaktivitäten stammen von 1804/1805.
Die Ruinenstadt zählt heute zu den bedeutendsten Ausgrabungsstätten der römischen Welt. Etwa zwei Drittel des antiken Stadtgebietes sind bislang ausgegraben. Man kann die überdurchschnittlich gut erhaltenen Reste des Forums sowie des Theaters, von Thermen, Latrinen, Gräbern, mehrstöckigen Mietshäusern, Handelsvertretungen, Bäckereien, Färbereien, Tavernen und Bordellen und der Stadtmauer sowie einen Friedhof vor dem Stadttor an der Via Ostiense nach Rom besichtigen. In vielen Bauten sind noch die Fußbodenmosaiken erhalten. Die Ruinen sind im Allgemeinen jedoch in einem eher schlechten Zustand.
Das Museum im Ausgrabungsgelände zeigt bedeutende Funde, darunter die Themistokles-Herme von Ostia.

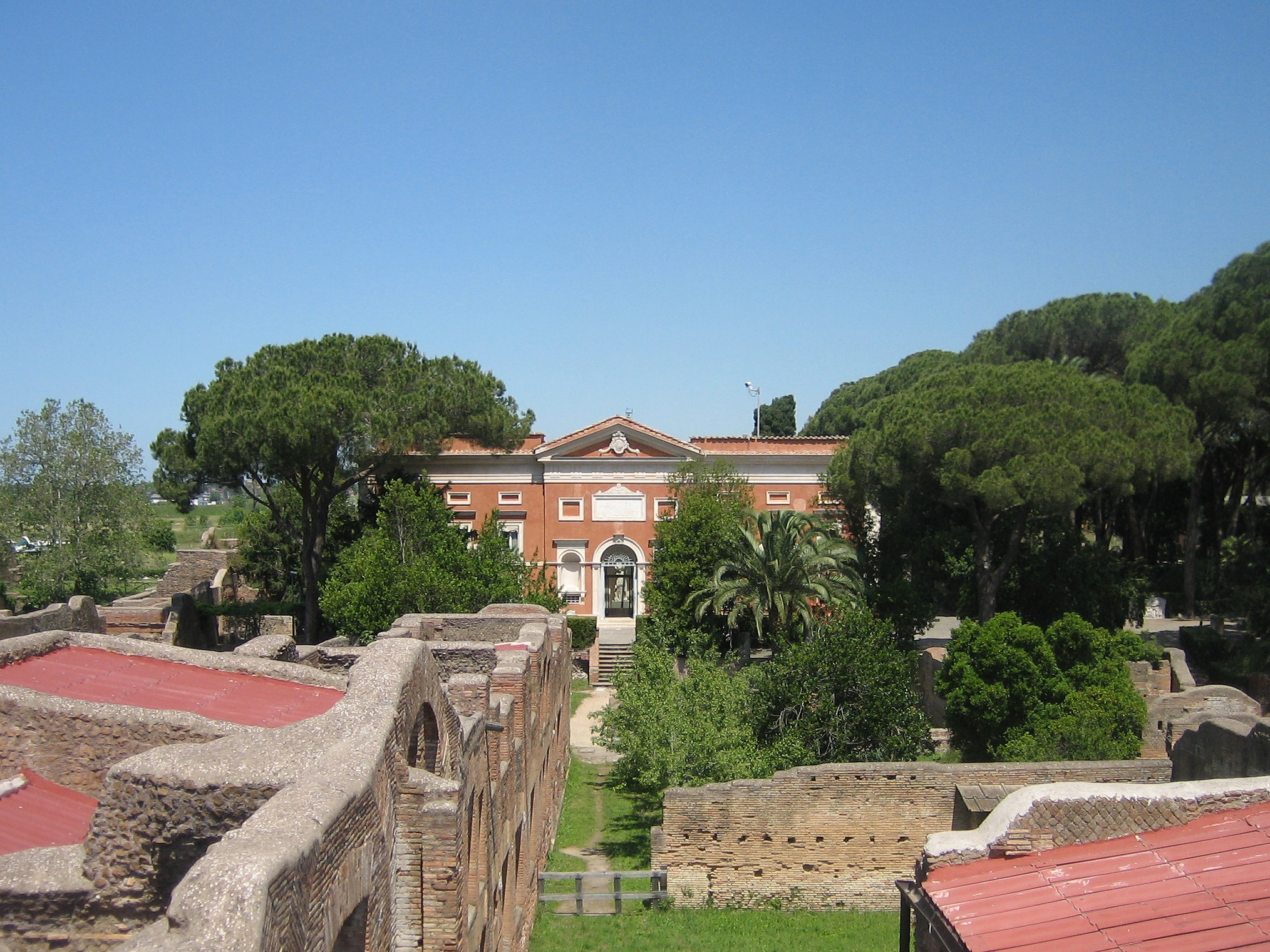
Das Museum
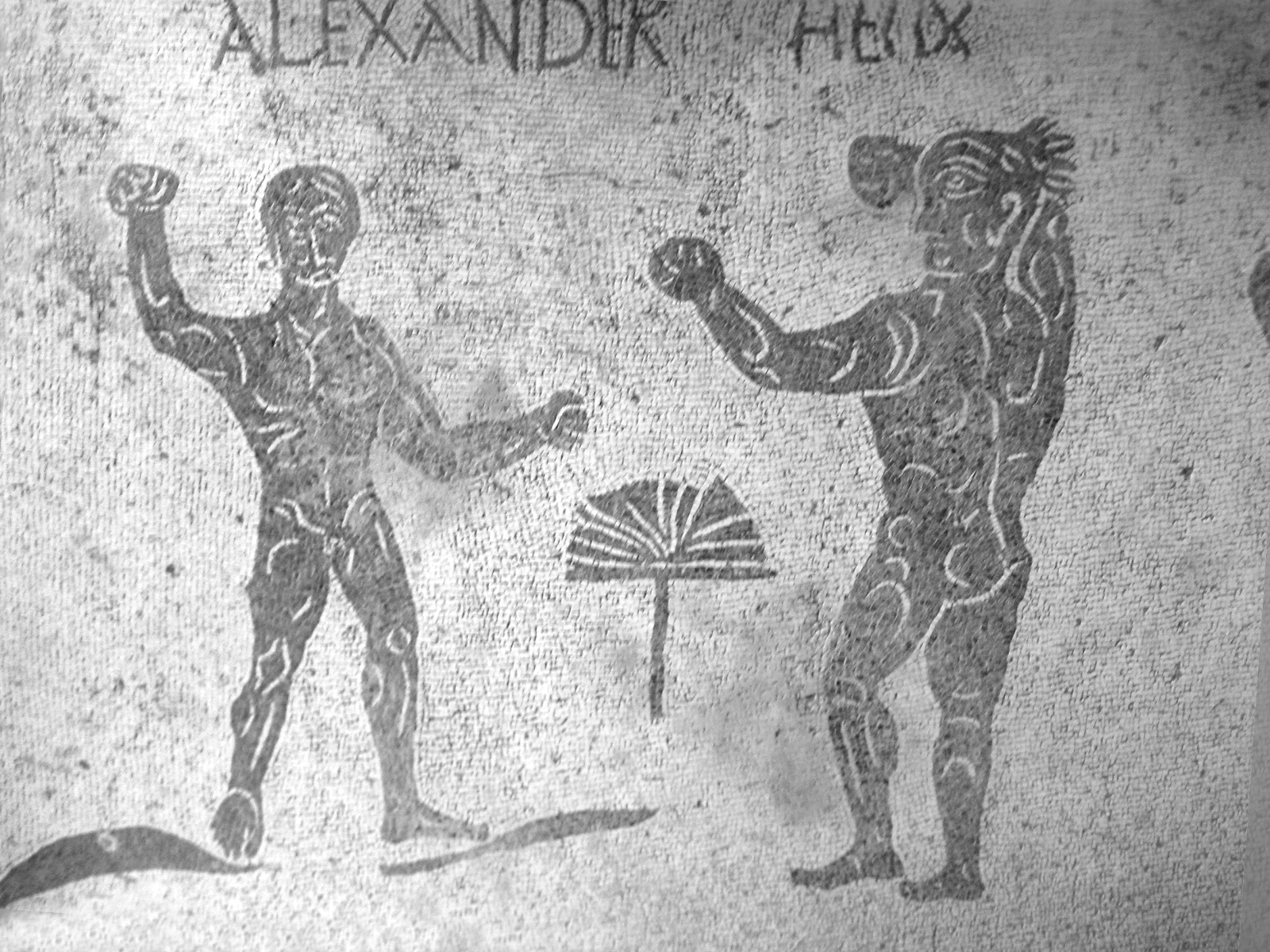
Mosaik in der Caupona di Alexander, einer Taverne

## Liste der Gebäude in Ostia
- Liste der Gebäude in Regio I (Ostia)
- Liste der Gebäude in Regio II (Ostia)
- Liste der Gebäude in Regio III (Ostia)
- Liste der Gebäude in Regio IV (Ostia)
- Liste der Gebäude in Regio V (Ostia)